# N'Khila
N'Khila  (in arabo انخيلة‎?) è un centro abitato e comune rurale del Marocco situato nella provincia di Settat, regione di Casablanca-Settat. Conta una popolazione di 12 306 abitanti (censimento 2014).